# Single & Single
Single & Single (ang. Single & Single) – powieść Johna le Carré, przedstawiająca trudne relacje między ojcem i synem na tle międzynarodowych operacji prania brudnych pieniędzy.

## Fabuła
Głównym wątkiem powieści jest walka między ojcem i synem, międzynarodowym finansistą, piorącym pieniądze dla rosyjskiej mafii Tigerem Single i występującym dla dzieci magikiem Oliverem Hawthorne. Cztery lata wcześniej Oliver zdradził ojca dla urzędnika podatkowego o imieniu Brock, teraz musi walczyć o jego życie. Motorem zdarzeń są międzynarodowe intrygi finansowe.